# Stanisław Burzyński
Stanislaw Burzynski (n. Lublin, Polonia en 23 de enero de 1943) es un médico estadounidense de origen polaco, que vende y administra como anticancerígenos unos fármacos que denomina antineoplastos a enfermos, principalmente de cáncer, que trata en o desde su propia clínica. La totalidad de sus pacientes aparecen inscritos en ensayos clínicos, la única forma en que la administración autoriza el tratamiento.
Existe consenso científico acerca de la falta de evidencia de la terapia neoplastónica, siendo considerada de escasa o nula ayuda en el tratamiento contra el cáncer. Ensayos clínicos iniciados en 1993 y avalados por el National Cancer Institute quedaron inconclusos debido a la dificultad para encontrar pacientes adecuados, y un estudio de la Clínica Mayo no pudo hallar ningún beneficio en el tratamiento antineoplastónico. Unos 60 ensayos clínicos en fase 2, y uno en fase 3 han sido registrados por Burzynski desde mediados de la década de 1990, pero ninguno de ellos ha sido publicado. El Memorial Sloan-Kettering Cancer Center ha afirmado: "No existe evidencia clara que haya demostrado los efectos anticancerígenos de los antineoplastos en humanos."

## Biografía
Tras obtener su título médico con distinciones en Lublin en 1967 y después de un trabajo práctico de un año, emigró a Estados Unidos en 1970. De acuerdo con su biógrafo y abogado, el periodista Th D. Elias, la motivación de Burzynski para emigrar era su anticomunismo, derivado de que su familia había sido desposeída de sus fábricas y su hermano asesinado por los comunistas, a la vez que explica que así se libró del servicio militar. Las alegaciones en el sentido de que había obtenido un doctorado en bioquímica en 1968, un año después de licenciarse, no tienen confirmación documental. 
Al llegar a Estados Unidos, en 1970, fue contratado como ayudante de investigación y docencia en el departamento de anestesiología del Baylor College of Medicine (Houston, Texas), una facultad con buena reputación, en la que permaneció hasta 1977. En esos años publicó 16 artículos científicos, cinco de ellos relativos al efecto de péptidos sobre el cáncer. Burzynski detectó actividad anticancerígena in vitro en extractos de orina de rata. Atribuyó esa actividad a sustancias sin identificar, probablemente polipéptidos, que llamó antineoplastos (polipéptidos variados en longitud y secuencia forman una parte significativa de la composición de la orina). Desde 1974 Burzynski disfrutó de una beca, cuya prórroga no fue aprobada en 1976, aunque sí recibió fondos de la institución para concluir sus trabajos. En 1976 hizo pública su teoría de la cura del cáncer, sin investigaciones previas, basada en la supuesta capacidad de los «antineoplastos» para «normalizar» a las células cancerosas. Al abandonar Baylor College, Burzynki recibió buenas referencias.
En 1977 empezó a tratar pacientes en la clínica que había abierto, lo que ha seguido haciendo hasta la actualidad. Burzynski fundó además, como respaldo de su actividad clínica, una compañía llamada Burzynski Research Institute (Instituto Burzynski de Investigación), responsable de las investigaciones de laboratorio y clínicas. Desde los años 1980 empezó a tener problemas con la FDA, la institución estadounidense que regula, entre otras funciones, la autorización de los fármacos. Como consecuencia ha visto restringida la utilización de antineoplastos a la investigación médica.
En total Burzynski ha publicado unos 200 artículos en revistas científicas, sin que haya cuajado nunca la colaboración con otros investigadores, salvo los contratados por su instituto. En los papeles que publica hace figurar en los agradecimientos como coinvestigadores a los médicos personales de sus pacientes, encargados de controlar la administración de la terapia y seguir su estado, lo que ha dado lugar a expresiones de rechazo por algunos de ellos.

## Teoría
Según su propia versión, Burzynski observó en su primer año como médico, alteraciones en la composición de la orina de pacientes de cáncer que le inspiraron la interpretación teórica de la que deriva su práctica. Esta afirmación ha sido puesta en duda, y no hay ninguna publicación que lo atestigüe antes de los años de Baylor.
Burzynski basa su teoría en la interpretación de que existe, paralelo al sistema inmunitario conocido, otro sistema bioquímico formado por sustancias, a las que llama antineoplastos, que serían capaces de «reprogramar» las células cancerosas. El cáncer sería consecuencia de un exceso de excreción de esas sustancias, y su remisión se manifestaría también como una reducción en su tasa de excreción. En los decenios transcurridos la investigación independiente no ha producido pruebas de que tal sistema exista, y tampoco las ha podido aportar Burzynski.

### Mecanismos propuestos
Nunca ha sido probado que los fármacos usados por Burzynski sean eficaces en el tratamiento del cáncer humano. Los ensayos independientes hechos por el NCI (National Cancer Institute) de Estados Unidos nunca han dado positivo. La compañía Sigma-Tau Pharmaceuticals no pudo reproducir los resultados proclamados por Burzynski para los antineoplastos AS2.1 y A-10. El Instituto Nacional del Cáncer de Japón ha informado de que en sus investigaciones los antineoplastos no funcionan.
Burzynski sugiere que los antineoplastos A10 y AS2-1 actúan inhibiendo oncogenes, promoviendo la apoptosis y activando genes oncosupresores. Se han propuesto también otros mecanismos.
Uno de los factores que permiten desarrollarse fuera de control a ciertos cánceres es la presencia de enzimas anormales, un subproducto de la Metilación del ADN. En presencia de tales enzimas el ciclo celular normal se ve perturbado, y empiezan a replicarse sin interrupción. Se ha observado que antineoplastos inhiben estas enzimas.
Estudios recientes han mostrado que la inhibición de la histona-desacetilasa promueve la activación de los genes oncosupresores (genes supresores de tumores) p21 y p53. El ácido fenilacético, uno de los componentes de la mezcla llamada AS2-1, es un ligero inhibidor de la histona-desacetilasa. En células normales, los oncogenes RAS expresan proteínas que actúan como conmutadores en el control del ciclo celular. En aproximadamente un 30% de los cánceres humanos, los oncogenes RAS contienen mutaciones anormales que hacen que se sobreexpresen ciertas proteínas, dando lugar a una multiplicación celular desatada. El antineoplasto AS2-10 se liga a las células, impidiéndolas multiplicarse en respuesta a las señalas proteicas, cuya recepción inhiben.

## Práctica clínica
Desde la apertura de su clínica, Burzynski ha tratado unos 8.000 pacientes, muchos de los cuales reciben la atención en sus lugares de residencia, bajo la supervisión de sus médicos de cabecera. 

### Investigación
La administración de estos fármacos sin autorización dio lugar pronto a reacciones de la administración estadounidense, que exigió que su seguridad y efectividad fueran puestas a prueba. Burzynski le dio desde el principio amplia publicidad a resultados supuestamente positivos, usando para ello la televisión y la prensa popular o general, sin que lo publicado en revistas técnicas y científicas ofrecieran base para ello. Por otra parte, Burzynski ha incluido con frecuencia comentarios sobre resultados clínicos en la publicación de ensayos preliminares, habitualmente limitados a los experimentos in vitro y con animales. Aunque algunos pacientes convencidos han actuado como sus propagandistas, otros lo han denunciado.
Una vez que la administración le prohibió vender sus fármacos en el mercado, y le exigió no administrarlos fuera de ensayos clínicos, Burzynski empezó a registrar como tales varias decenas, a los que están adscritos todos los clientes de su clínica. Los firmantes de los artículos publicados son el propio Burzynski y los médicos de su clínica. Registra sin embargo, como coinvestigadores, a los médicos personales que atienden a sus pacientes. Se le ha criticado también por la práctica no estándar de tratar como resultado positivo la estabilización de la enfermedad, en plazos muy cortos y sin una definición precisa. Los ensayos en cuestión no cumplen las condiciones necesarias para una valoración rigurosa de los resultados, que no obstante, hacen que Vickers (2004) sitúe a los antineoplastos no entre las terapias cuya efectividad está sin demostrar, sino más bien entre aquellas cuya inefectividad está suficientemente demostrada.
Lo más parecido a un ensayo clínico regular, atento a los estándares y con conclusiones fiables, fue una investigación emprendida por la Oficina de Medicina Alternativa del NIH (National Institutes of Health) y el NCI (National Cancer Institute) en el marco de la Clínica Mayo. No fue posible lograr una cooperación adecuada entre Burzynski y las instituciones, ya que el NCI deseaba alterar los protocolos de admisión. No fue posible reclutar un número suficiente de pacientes, sólo 9, y ninguno de los seis que pudieron ser evaluados demostraron regresión de sus tumores. Todos los pacientes murieron antes de terminar el estudio, 8 de los 9 por el desarrollo de sus tumores.
Las investigaciones en la clínica de Bruzynski prosiguieron con un permiso especial para la experimentación de drogas nuevas y resultados que según su grupo son favorables, y según los demás son difíciles de valorar por la falta de rigor metodológico.
Él es casado con Barbara Sadlej. Ellos tienen dos hijas en un hijo.